# Simca Aronde P-60
|                        |                                               |
| Simca Aronde P-60 1961 |                                               |
|                        |                                               |
| Fabricante             | Simca                                         |
| Carrocería             | Berlina - Coupé - Convertible - Station wagon |
| Producción             | 1959-1963                                     |
| Motor                  | 4 cilindros - 1.290 cc                        |
| Potencia               | 52 cv a 4.900 rpm                             |
| Velocidad máxima       | 125 km/h                                      |
| Transmisión            | Manual de 4 velocidades                       |
| Longitud               | 4189 mm                                       |
| Anchura                | 1560 mm                                       |
| Altura                 | 1420 mm                                       |
| Distancia entre ejes   | 2440 mm                                       |
| Peso                   | 930 kg                                        |

El Simca Aronde P-60 es un modelo de automóvil fabricado por la empresa francesa Simca entre 1959 y 1963. Era la última serie del popular Aronde que se comercializaba desde 1951.

## Historia
Después de 7 años de producción ininterrumpida y tras más de tres cuartos de millón de unidades producidas, la firma francesa decidió renovar completamente la gama Aronde, y a finales de 1958, presentó el Aronde P-60 en el Salón del Automóvil de París. 
Su denominación expresaba el concepto de vehículo personalizado a voluntad del comprador (de ahí la letra “P”) mientras que el “60” correspondía al año de lanzamiento, aunque estaba a la venta desde el año anterior.
El modelo estaba impulsado por un motor Rush, que sustituía el anterior Flash y contaba con una carrocería más rectilínea, 7’5 cm más largo que el Aronde 1300 y 12 cm más que el 9 Aronde. Tenía unas aletas delanteras rematadas con faros con pequeñas viseras y unas colas traseras prolongadas hasta los pilotos posteriores.
En 1961 se produjo la primera remodelación del modelo, que afectó a numerosos detalles, como el cuadro de mandos, que pasó de tener las cifras en horizontal a uno con las cifras en semicírculo. La moldura lateral, que tenía una pequeña curva junto a la puerta trasera, pasó a tener la línea recta y finalmente, las letras de ARONDE sobre la calandra se sustituyeron por las de SIMCA.
El Aronde P-60 no fue un modelo exclusivamente francés, ya que gracias a la creación de “Chrysler Export Corporation” el modelo se comercializó fuera de las fronteras francesas. Siendo fabricado en Australia, con licencia de Simca-Chrysler, en su carrocería berlina y una novedosa versión Station-wagon; y  Brasil, Chile, Uruguay, Venezuela y hasta Sudáfrica fueron también países donde se distribuyó el modelo. A España solo llegó un pequeño número de unidades de aproximadamente 1.800 vehículos.